# Zhang Zai
Zhang Zai (ur. 1020, zm. 1077) – uczony z czasów dynastii Song. Pochodził z Hengqu w dzisiejszej prowincji Shaanxi.
Uczeń Fan Zhongyana, u którego studiował Zhongyong. Powszechnie uznawany za prekursora neokonfucjanizmu. Postulował stosowanie uniwersalnej etyki, zakładającej traktowanie Nieba, Ziemi, istot ludzkich oraz wszelkich innych rzeczy jako swoistej całości. Cały wszechświat według Zhang Zaia stanowi jedność, której podstawą jest materialna siła qi, tożsama z dao. Klasyczne pojęcia yin i yang oraz pięciu żywiołów interpretował jako przejawy różnorodnych aspektów qi. Wypowiadał się również na temat natury człowieka. Pozostawił liczne pisma, między innymi Zachodnią inskrypcję (西銘, Ximing) i Należytą dyscyplinę dla początkujących (正蒙, Zhengmeng). Jego poglądy wywarły znaczny wpływ na późniejszych filozofów konfucjańskich.
Zaliczany do Pięciu Mistrzów początkowego okresu rządów Songów.